# نظام اقتصادي
النظام الاقتصادي مجموعة من المؤسسات الاجتماعية التي تتعامل مع الإنتاج، التوزيع، الاستهلاك للبضائع والخدمات ضمن مجتمع معين. النظام الاقتصادي يتكون من أشخاص ومؤسسات ،و تتضمن أيضا علاقاتهم مع مصادر الإنتاج، مثل الملكية أو للملكية. بالتالي فهي تتعامل مع مشاكل الاقتصاد مثل تحديد وإعادة توزيع المصادر الفقيرة في اقتصاد ما.
تتضمن دراسة الأنظمة الاقتصادية كيفيّة ارتباط هذه الوكالات والمؤسسات المختلفة مع بعضها البعض، وآلية تدفّق المعلومات بينها، والعلاقات الاجتماعية داخل النظام (بما في ذلك حقوق الملكية وهيكل الإدارة). يركّز تحليل الأنظمة الاقتصادية بشكل تقليدي على دراسة الاختلاف والمقارنة بين اقتصاد السوق واقتصاد التخطيط المركزي، وعلى التمييز بين الرأسمالية والاشتراكية. توسَّع اليوم تصنيف الأنظمة الاقتصادية وتطوّر عن المنظور التقليدي آنف الذكر، وأصبح يشمل موضوعات ونماذج أخرى.

## المكونات
هناك مكونات متعددة للنظام الاقتصادي. تُحدِّد هياكل صنع القرار في الاقتصاد استخدام المُدخَلات الاقتصادية (عوامل الإنتاج)، وتوزيع الناتج، ومستوى المركزية في صنع القرار، ومن يتخذ هذه القرارات. قد تُنفَّذ القرارات من قبل المجالس الصناعية، أو وكالة حكومية، أو مالكي القطّاع الخاص. النظام الاقتصادي هو نظام للإنتاج وتخصيص الموارد وتبادل وتوزيع السلع والخدمات في مجتمع ما أو في منطقة جغرافية معينة. يمثّل كل نظام اقتصادي محاولة لحل ثلاث مشاكل أساسية ومترابطة هي:
- ما هي السلع والخدمات التي يجب إنتاجها؟ وبأي كميات؟
- كيف يجب أن تُنتَج السلع والخدمات؟ من قبل ومع أي الموارد والتقنيات؟
- لمن ستُنتَج السلع والخدمات؟ أي من سيتمتّع بمزايا السلع والخدمات وكيف يوزَّع إجمالي المنتجات على الأفراد والجماعات في المجتمع؟[4]

يمتلك النظام الاقتصادي المؤسسات التالية:
- طرق التحكم في عوامل أو وسائل الإنتاج: قد يشمل ذلك ملكية وسائل الإنتاج أو حقوق الملكية لها، قد تعود ملكية وسائل الإنتاج لأشخاص (ملكيّة خاصة) أو للدولة أو للأشخاص الذين يستخدمونها وأحياناً تكون الملكية مشتركة بين أكثر من جهة.
- نظام صنع القرار: يحدِّد من يحق له اتخاذ القرارات بشأن الأنشطة الاقتصادية. يمكن للوكلاء الاقتصاديين الذين يتمتّعون بسلطة اتخاذ القرارات إبرام عقود ملزمة مع بعضهم البعض.
- آلية التنسيق: تحدد كيفية الحصول على المعلومات واستخدامها في صنع القرار. الشكلان الأكثر انتشاراً للتنسيق هما اقتصاد التخطيط المركزي واقتصاد السوق، يمكن أن يكون التخطيط لامركزياً أو مركزيًاً، لا ينفي استخدام أحد آليات التنسيق استخدام الآخر، بل غالباً ما نجدهما معاً.[6]
- نظام الحوافز: يشجّع هذا النظام على المشاركة في الأنشطة الإنتاجية، من خلال تقديم حافز بشكل مكافأة مادّية(التعويض وتقديم منفعة شخصية) أو عبر الإقناع الأخلاقي( المكانة الاجتماعية وعملية صنع القرار الديموقراطيّة)، وقد يشجّع نظام الحوافز التخصّص وتقسيم أعباء العمل.
- الشكل التنظيمي: هناك نوعان أساسيان من التنظيم: الجهات الفاعلة والمنظّمون. تشمل الجهات الفاعلة الاقتصادية مجموعات العمل وفرق الإنتاج والشركات المحاصة والمشاريع المشتركة والكارتلات (العقود). المنظّمون هم سلطات الدولة والسوق، قد تكون الأخيرة تابعة لملكية خاصة أو عامة.
- نظام التوزيع: يخصِّص عائدات النشاط الإنتاجي.
- آلية اختيار عامة لسَنْ القوانين ووضع القواعد والمعايير وفرض الضرائب: عادةً ما تكون مسؤولية الدولة، لكن هناك وسائل أخرى لصنع القرار الجماعي، مثل غرف التجارة أو مجالس العمال.[7]

## التصنيف
عادةً ما تُقسَّم الأنظمة الاقتصادية من خلال نظام حقوق الملكية الخاصة بوسائل الإنتاج، وآلية تخصيص الموارد الأساسيّة.
في النظام الاقتصادي الرأسمالي، يهدف الاقتصاد لتحقيق المنفعة والربح الخاص، يتّخذ أصحاب رؤوس الأموال في السوق القرارات المتعلّقة بالاستثمار والإنتاج، وتعود ملكية وسائل الإنتاج في المقام الأول للمؤسسات الخاصة، تتراوح الأنظمة الرأسمالية من مبدأ عدم التدخّل (بالفرنسية: laissez-faire)، التي تعني الحد الأدنى من التنظيم الحكومي من قبل مؤسسات الدولة، إلى أنظمة السوق الاجتماعية والمنظمة.
في الأنظمة الاقتصادية الاشتراكية، يُستخدَم بشكل شائع مصطلح الإنتاج للاستخدام كعبارة معاكسة لشعار النظام الرأسمالي الإنتاج للمصلحة الخاصّة، تُعدَّل القرارات المتعلقة باستخدام وسائل الإنتاج لتلبية الطلب الاقتصادي، ويقرَّر الاستثمار على أساس إجراءات التخطيط الاقتصادي. هناك مجموعة واسعة من إجراءات التخطيط المقترحة وهياكل الملكية للأنظمة الاشتراكية، ولكنها تشترك جميعها بميّزة الملكية الاجتماعية لوسائل الإنتاج، التي قد تأخذ شكل الملكية العامة من قبل المجتمع بأكمله، أو الملكية التعاونية من قبل موظفيها.

### تصنيف الأنظمة الاقتصاديّة بحسب آلية تخصيص الموارد
الأنظمة الاقتصادية العامة والأساسية الحديثة المقسّمة بحسب معيار آلية تخصيص الموارد هي:
- اقتصاد السوق (الأنظمة غير فعّالة، مثل رأسمالية عدم التدخل)
- اقتصاد مختلط (خليط يمزج بعض جوانب كل من اقتصاد السوق واقتصاد التخطيط المركزي)
- أنظمة الاقتصاد التخطيط المركزي (الأنظمة فعّالة، مثل اشتراكيّة الدولة، يعرَف ب «اقتصاد القيادة» عند الإشارة إلى النموذج السوفيتي)

أنواع أخرى ذات صلة:
- الاقتصاد التقليدي (مصطلح عام للأنظمة الاقتصادية الأقدم، نقيضه الأنظمة الاقتصادية الحديثة)
  - الاقتصاد غير النقدي ( من دون استخدام النقود، نقيضُه الاقتصاد النقدي)
  - اقتصاد الكفاف (من دون فائض اقتصادي، أو تبادل، أو سوق تجاري)
  - الاقتصاد المجاني (إذ يُجرى التبادل دون أي اتفاق صريح على المكاسب والأرباح الفورية أو المستقبلية)
  - اقتصاد المقايضة (إذ تُتبادَل السلع والخدمات مباشرةً مقابل سلع أو خدمات أخرى)
- الاقتصاد التشاركي (نظام تخطيط اقتصادي لا مركزي إذ يُوجَّه إنتاج وتوزيع السلع بالمشاركة العامة)
- اقتصاد ما بعد الندرة (شكل افتراضي تكون الموارد فيه غير نادرة)

### تصنيف الأنظمة الاقتصاديّة بحسب ملكية وسائل الإنتاج
- الرأسمالية (الملكية الخاصة لوسائل الإنتاج)
- الاقتصاد المختلط
- الاقتصاد الاشتراكي (الملكية الاجتماعية لوسائل الإنتاج)

### التصنيف بحسب المعتقدات السياسية
تؤيد عناصر مختلفة من اللاسلطويّة والتحررية أنظمة اقتصادية مختلفة، تشترك بالتدخل الحكومي القليل للغاية أو المعدوم. وتشمل:
- جناح اليسار
  - اللا سلطوية الشيوعية (الأناركية الشيوعيّة)
  - اللا سلطويّة النقابية
  - اللا سلطويّة الاشتراكية
- جناح اليمين
  - اللا سلطويّة الرأسمالية
- التحرّرية أو الليبرالية:
  - الشيوعية التحررية
  - الاشتراكية التحررية
  - النقابية

### التصنيف بحسب معايير أخرى
يشير مصطلح النقابويّة إلى الثلاثي الاقتصادي، الذي يتكوّن من المفاوضات بين مجموعات العمل، وأعباء العمل، ومصالح الدولة، لوضع سياسة اقتصادية.
تؤكد بعض المصطلحات على قطاعات معينة وتؤكّدها مثل:
- الاقتصاد الدائري
- الاقتصاد الجماعي
- الاقتصاد الرقمي
- الاقتصاد الأخضر
- اقتصاد المعلومات
- اقتصاد الإنترنت
- اقتصاد المعرفة
- الاقتصاد الطبيعي
- الاقتصاد الافتراضي

بينما يؤكد آخرون دين معين:
- الاقتصاد الهندوسي
- الاقتصاد البوذي
- التوزيعيّة: نظام تبنّته الكنيسة الكاثوليكيّة.
- الاقتصاد الإسلامي

أو نوع قوة العمل:
- الاقتصاد القائم على العبوديّة والقنانة.
- الاقتصاد القائم على العمل المأجور.

أو وسائل الإنتاج:
- الاقتصاد الزراعي
- الاقتصاد الصناعي
- اقتصاد المعلومات

## علم الاقتصاد التطوري
تستند نظرية كارل ماركس للتطوّر الاقتصادي إلى فرضية الأنظمة الاقتصادية المتطوّرة. من وجهة نظره على مدار التاريخ، تحل الأنظمة الاقتصادية المتفوّقة محل الأنظمة الأدنى. كانت الأنظمة السابقة الرديئة تعاني من التناقضات الداخلية وعدم الكفاءة، ممّا جعلها مستحيلة البقاء على مدى طويل. في مخطط ماركس، اُستبدلَ الإقطاع بالرأسمالية، التي في نهاية المطاف حلَّت محلَّها الاشتراكية. كان لدى جوزيف شومبيتر تصور تطوري للتنمية الاقتصادية، لكنه بخلاف ماركس، فقد أكّد على دور الصراع الطبقي في المساهمة في التغيير النوعي في الوضع الاقتصادي للإنتاج. مثلاً الدول الشيوعية التي عملت وفقاً للمعتقدات الماركسية اللينينية، إما انهارت أو أصلحت اقتصاداتها المخططة مركزياً تدريجياً لتصل إلى اقتصاد السوق، كما في البيريسترويكا وانحلال الاتحاد السوفيتي والإصلاح الاقتصادي الصيني وحركة التجديد في فيتنام(المعروفة باسم "Đổi Mới" التي تعني التجديد باللغة الفيتناميّة).
يواصل علم الاقتصاد التطوّري دراسة التغيّر الاقتصادي في العصر الحديث. وتجدَّد الاهتمام بفهم الأنظمة الاقتصادية كنظم تطورية.

## الدور في المجتمع
يُعتبَر النظام الاقتصادي جزءاً من النظام الاجتماعي ومتساويًا من الناحية الهرميّة مع النظام القانوني والنظام السياسي والثقافي وما إلى ذلك. غالبًا ما يوجد ارتباط قوي بين معتقدات معينة وأنظمة سياسية اقتصادية محدّدة (فكّرْ في معاني مصطلح الشيوعيّة!)، وتتداخل العديد من الأنظمة الاقتصادية مع بعضها البعض في مجالات مختلفة.

## مقالات ذات صلة
- أيدولوجيا اقتصادية

## وصلات خارجية
- Social Studies VSC Glossary
- Glossary-Cultural Anthropology
- ECONOMIC SYSTEMS, a refereed journal for the analysis of market and non-market solution, by Elsevier since 2001.
- Economic Systems by WebEc, 2007.
- World Economic Systems